# (10617) Takumi
(10617) Takumi (1997 UK24) – planetoida z pasa głównego asteroid okrążająca Słońce w ciągu 3,27 lat w średniej odległości 2,2 j.a. Odkryta 25 października 1997 roku.